# Уго Чавез
Уго Рафаел Чавез Фријас (шп. Hugo Rafael Chávez Frías; Сабаната, 28. јул 1954 — Каракас, 5. март 2013) био је венецуелански политичар и официр. Био је председник Венецуеле од 1999. до 2013. Као вођа Боливаријанске револуције, Чавез је промовисао своје виђење демократског социјализма, латиноамеричких интеграција, и антиимперијализма. Такође је био и ватрени критичар неолибералне глобализације и спољне политике САД.

## Биографија
Официр по професији (падобранац), 4. фебруара 1992. године предводио је неуспели војни пуч у Венецуели. Неколико стотина људи је погинуло, пуч је пропао, а Чавез је био затворен. После 2 године затвора помиловао га је тадашњи председник Венецуеле, Рафаел Калдера.
По изласку из затвора, основао је партију Покрет за пету републику. На председничким изборима 6. децембра 1998. године добио је 56,2% гласова и постао председник првенствено захваљујући гласовима сиромашних грађана, код којих је имао јаку подршку. Његови политички непријатељи су били средња и виша класа, синдикати, као и скоро сви приватни медији у земљи. Таква ситуација је довела до политичке поларизације у Венецуели, а као резултат тога 12. априла 2002. године је извршен војни удар на коме је опозиција преузела власт, али само накратко. Због велике подршке међу војницима, Чавез је враћен на председничку функцију два дана касније, 14. априла. У децембру исте године почео је велики штрајк у нафтној индустрији који је трајао два месеца, изазван Чавезовим покушајима да промени вођство у нафтним компанијама и отпусти 18.000 радника.
На референдуму за опозив који је одржан 15. августа 2004. године, 59% оних који су изашли гласало је против Чавезовог опозива.
Чавезови односи са САД су били врло лоши, а више пута је претио престанком извоза нафте у ту земљу због мешања у унутрашња питања Венецуеле. Насупрот томе, био је у врло добрим односима са Кубом и Фиделом Кастром, а Венецуела и Куба добро сарађују и размењују услуге. Чавез је такође био у добрим односима са Ираном и Русијом са којом је склапао веће оружарске послове (руски борбени авиони).

### Став о Косову и Метохији
Чавез је изјавио да његова земља неће признати независност Косова и Метохије, упозоравајући да би одвајање Космета и Србије могло изазвати сукоб у региону.
„САД су иницирале независност Косова да не би допустиле јачање Русије у свету и да би створиле ново жариште напетости“, изјавио је Чавез 24. марта 2008. године. Он је рекао да су САД „за постизање својих циљева чак прибегле томе да на чело Косова поставе терористу, јер је политика Вашингтона усмерена у правцу поделе народа и распиривања конфликата. Амерички империјализам покушава да, по примеру Косова, постигне одвајање нафтом најбогатије државе Сулија од Венецуеле, али му то никада неће поћи за руком“.

### Болест и смрт
Председник Венецуеле Уго Чавез умро је у уторак 5. марта 2013. године у 58. години живота у Каракасу, после двогодишње борбе са раком.

## Култ личности
У Венецуели, култ личности је створен око покојног председника Уго Чавез, где га његове присталице поштују. Чавез је углавном придобио подршку због своје харизме и због трошења Венецуеланских фондова нафте на сиромашне. Користећи популистички приступ, Чавез је делегитимизовао венецуеланске институције и репрезентативну демократију, уместо подстицања ставова побуњеника и његовог култног статуса.
Од његове смрти, следбеници познати као Чавистас односе се према његовој смрти као преласку у бесмртно, називајући Чавеза да је вечни командант. Међу његовим следбеницима, Чавез је упоређиван са светим фигурама, поготово од стране његовог наследника Николас Мадуро.

### Позадина
Персоналистичка влада је постојала у Венецуели у прошлости.[.] [...] Али нико није имао толико новца као ова влада. Чавезова способност да продре у масовне медије такође је без преседана.

—Томас Страка, историчар
Према Томасу Страка са Андрес Бело Универзитета, Чавезов култ личности је почео пратити покушај Венецуеланског државног удара 1992. који је предводио Чавез, са Страковим објашњењем да неки Венецуеланци "нису видели решење за њихове најосновније проблеме и да су у Чавезу видели спаситеља, или осветника за оне групе које немају наде". Од почетка Чавезовог мандата 1999. године, Венецуеланска влада је манипулисала Венецуеланском јавношћу са социјалним проблемима приказујући њега као великог вођу људи. Борбе које је Чавез издржао током свог председавања, као што је покушај Венецуеланског државног удара 2002., такође је извукао саосећање од својих следбеника што је појачало његову подршку.
У време Чавезове смрти, спекулације о потенцијалним реакцијама Чависта на његову смрт упоређене су са тугом коју осећају они у Северној Кореји који жале смрт Ким Џонг Ила, са једним студентом из Јужне Америке са Универзитета Калифорније (Санта Барбара), Хуан Пабло Лупи, наводећи да је стварање Чавезовог култа личности "веома добро организовано, сав тај процес стварања митова и да је привлачан осећањима и религијски сентименталан за људе. Ово је нешто што је квази-религиозно". Лупијево објашњење Чавезовог култа личности је слично као Хуан Карлос Барторели, креативни директор маркетинг компаније у Каракасу и Лари Бирнс, директор Већа за хемисферичне послове. Карлос Барторели је изјавио да је Боливаријанска влада створила култ личности који окружује Чавеза да би "одржало присуство које их легитимише" док Бирнс изјављује да "За многе у покрету, Чавез, или кретање Чависта према религијском ставу, мање је ствар вере него што је ствар стратегије".

### Религијска слика
Према Асошијетед Прес, "Чавезово наслеђе је попримило верски сјај у Венецуели" и те "украшене крунице са Чавезовим ликом, олтар и слике приказујући га са Хришћанским крстом су постали уобичајени". У 2014. години, они који су укључени у образовање и опозиције у влади оптужили су Венецуелански нови образовни наставни план и програм да Чавез се појављује као "месијанац", као "ослободилац Венецуеле", и као "нови Бог". Док се говорило да је опозиција славила сушу с којом се Венецуела суочила на почетку 2014. године, председник Мадуро је рекао да је сезона киша настала због "Чавеза и Бога" наводећи да је Чавез са Богом одувао облаке.

### "Наш Чавез" молитвена контроверза
У радионици о организовању обуке о социјалистичком дизајну система коју је одржао ПСУВ 1. септембра 2014. године, учесници су рецитовали измењену верзију Божије молитве.
Измењена верзија, рецитована од стране Марие Урибе, члан комитета за комуникацију и пропаганду ПСУВ-а, читала је:
Наш Чавез, који си на небесима, на земљи, у мору и нама представницима, нек се свети име твоје, дошло је твоје наслеђе, тако да га можемо довести у градове овде и тамо, дан нам данас своје светло да нас води сваки дан, не уведи нас у искушење капитализма, али избави нас од зла олигархије, и од кријумчарења, зато што је мајка земља наша, као и мир и живот. За век и векова Амин. Живио дуго Чавез!
ЦНН извештава да су хришћани у Венецуели били увређени, говорећи да "речи молитве пронађене о Матеји и Луки у Библији не требају бити измењене због политичке пропаганде или неке друге сврхе". Друга домаћа реакција је дошла од Венецуеланских новина Ла Вердад (новине) који упоређују чин са нечим "из ума Јозефа Гебелса, оца нацистичке пропаганде". Католичка Црква у Венецуели критиковала је измењену верзију у изјави потписаној од стране главне фигуре организације, говорећи да је Божија молитва "недодирљива", да ко год рецитује измењену верзију је починио грех идолопоклонства. Балтазар Порас, бишоп Мериде, каже да овај тип акције није "ништа ново" у дугогодишњем праћењу Боливаријске Револуције и да Венецуеланска влада жели да "превари принципе и вредности које револуција жели да наметне, тип световне религије".
Марија Урибе, чланица комитета за комуникацију и пропаганду која је рецитовала молитву одговорила је на критике да се молитва делегата односила на схватање шта значи бити Чавез што је по њој пример хуманости, искрености, солидарности, љубави и преданости. Председник Мадуро одбацио је од одговор католичке цркве тврдећи да су покушали да уведу један вид "Нове инквизиције”. Такође грађани су охрабривани од стране председника да рецитују нешто што је он назвао поема да би пратили вредности Чавеза. Председник Скупштине Диосдафо Цебељо је такође критиковао цркву тврдећи да треба да брину о битнијим стварима.
Шеф одсека за Латинску Америку за Дојче Веле, Ута Тоферн одговорила је на акцију говорећи да боливаријски покрет престаје да буде политички и почиње да бива фанатичан а како је она Немица, она се плаши да боливаријски лидери намерно користе религијске симболе злоупотребљавајући веровања људи на начин на који је то рађено у немачким диктатурама. Енио Кардозо политички аналитичар са Централног универзитета у Венецуели сматра да дела/закони/акције као што је Нас Чавез је владин покушај да одржи његово наслеђе/успомену на њега.

### Анализа
Латино-Амерички студент књижевности на УЦСБ, види паралеле између Чавезовог поштовања према Евити Перон из Аргентине. У извештају о Чавезовој сахрани Спиегел Онлајн је написао "Његова последња поворка је такође и ТВ маратон, представљен у тону проповеди, током којих је Чавез, борца за слободу Симон Боливара и Исуса Христа спојио у једну особу".
Према извештају из 2014. године под насловом Лица и трагови вође. Уго Чавез: Сећање на народ од стране Националног центра за историју венецуеланске владе, један посао пропаганде, Чавезове очи, треба да представе "пажљив и заштитнички поглед" и представљају осећај провидности или поверења повезано са фразом "Гледај ме у очи када говорим". Такође је приметно да од кад више Чавез није присутан физички у Венецуели, Чавезове очи следбеницима Боливаријске владе представља "свеприсутног" Чавеза, подсећајући гласаче на њихову "идеолошку посвећеност". Неки који су то искусили кажу да се осећа присуство Чавеза, осећај да те он "увек гледа" који пореде са Орвелиан фигуром, Великим братом.